# 비차 케레케스
에바 "비차" 케레케스(슬로바키아어: Éva "Vica" Kerekes, 1981년 3월 28일 ~ )는 슬로바키아의 배우이다.

## 출연 작품
- 크림 (2021)
- 부다페스트 스토리 (2019)
- 밀라다 (2018)
- 썸머 오브 '44 - 더 로스트 제네레이션 (2017)
- 디 앤젤 오브 더 로드 2 (2016)
- 올 마이 투머로우즈 (2014)
- 희망에 빠진 남자들 (2011)
- 비의 요정 (2010)